# Heda Kaufmannová
Heda Kaufmannová (24. dubna 1905 Praha – 7. srpna 1981 Praha) byla spisovatelka, překladatelka a účastnice českého protinacistického odboje.

## Život

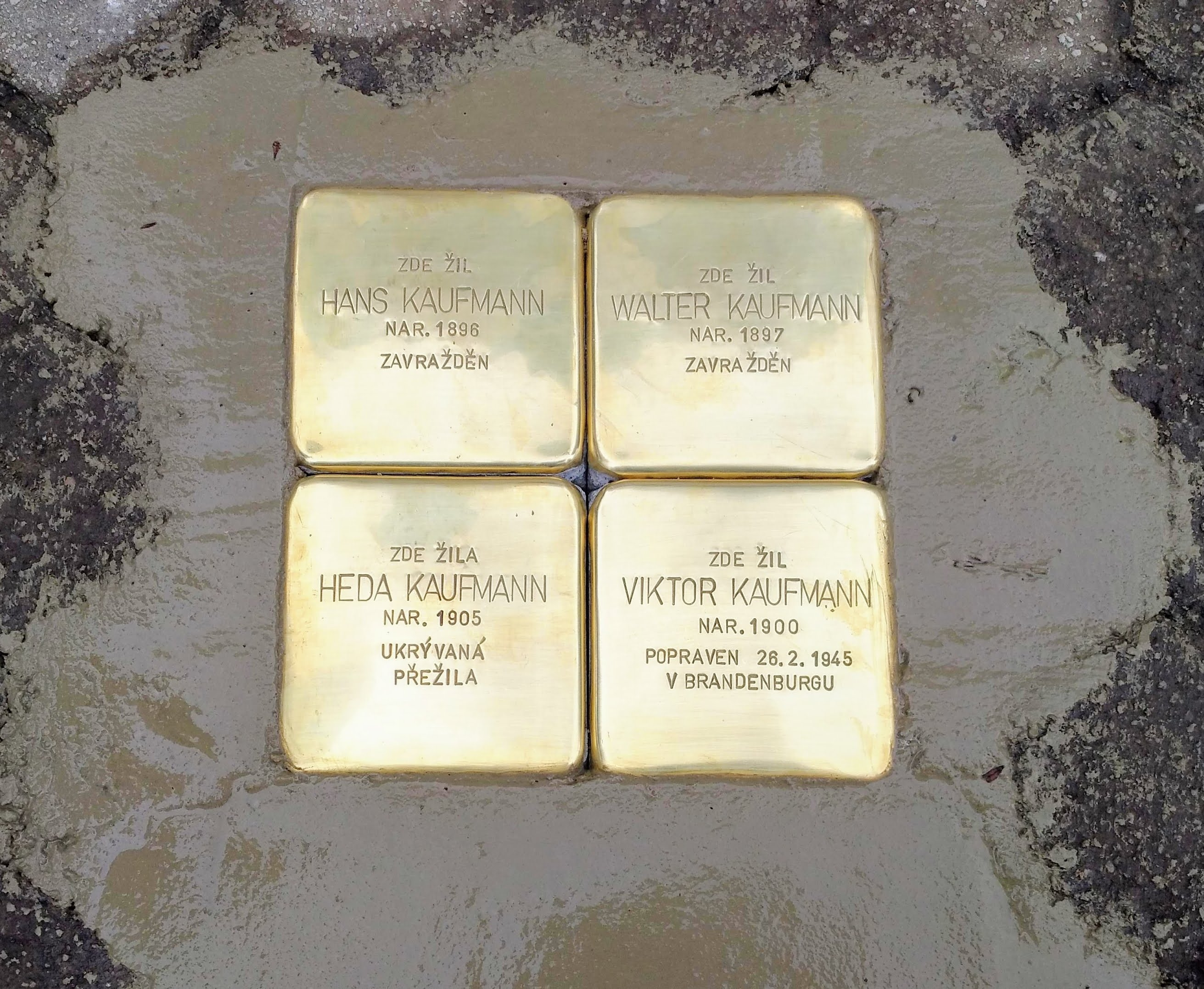
Stolpersteine položené v Hejnicích 5.11. 2019 připomínají Hedu Kaufmannovou, jejího bratra Viktora a hejnické bratrance Hanse a Waltera.

Narodila se v sekularizované židovské rodině. V roce 1926 ukončila mistrovský ročník knihařského oddělení Státní grafické školy v Praze a věnovala se knihařskému řemeslu, které musela ze zdravotních důvodů v roce 1929 opustit. Pracovala pak jako sekretářka přednosty oddělení pro sociální hygienu Státního zdravotního ústavu doc. Hynka Pelce. V březnu 1939 požádala o předčasné penzionování, aby předešla propuštění z rasových důvodů. Přivydělávala si kondicemi z jazyků. Po 15. březnu 1939 se její bratr Viktor Kaufmann (nar. 21. srpna 1900) zapojil prostřednictvím prof. Vojtěcha Čížka do odboje, stal se jednou z vůdčích osobností Petičního výboru Věrni zůstaneme a přivedl sem i svou sestru. V odboji vykonávala jakožto řadová odbojářka množství drobných, ale nezbytných úkolů. "Patřila k ... neprávem pozapomenutému podhoubí odboje, její výkon v této sféře však byl špičkový." Po zatčení bratra v říjnu 1941 se podílela na udržování kontaktů se zatčenými. V transportech do Terezína zanedlouho poté zmizela její matka i téměř celá širší rodina, Hediny přítelkyně a mnoho dalších. Od září roku 1942, kdy se sama k transportu nedostavila, žila v ilegalitě, od července 1943 až do konce války v naprostém utajení u Hany a Evy Málkových v Karlíkově (nyní Špálově) ulici č. 27 v Praze-Střešovicích. Až po osvobození se dozvěděla, že její bratr Viktor Kaufmann byl popraven 26. února 1945, krátce před koncem války, a jeho přátelé, sociolog a filosof doc. Josef Fischer 19. února a advokát dr. Karel Bondy 22. ledna téhož roku. Heda Kaufmannová se nevrátila do svého někdejšího bytu v Praze na Vinohradech, ale zůstala v Karlíkově ulici a Hana a Eva Málkovy se staly její novou rodinou. Našla práci u doc. Karla Maiwalda ve Státním úřadu plánovacím.
Okupační strádání zhoršilo její zdraví, na podzim roku 1946 u ní naplno propukly astmatické záchvaty a po několika letech musela odejít do invalidního důchodu. Ani politický vývoj nebyl příznivý, činnost nekomunistického odboje byla marginalizována, případně zcela zamlčována. Tehdy začala psát, především vzpomínky na dobu okupace. V 60. letech 20. století se s uvolňujícími se poměry zapojila do diskusí o odboji a pokračovala v psaní vzpomínek i dalších textů. Po smrti Hany Málkové v roce 1965 zůstala v bytě sama (dcera H. Málkové Eva Málková-Lutovská odešla koncem roku 1950 na Západ). S rokem 1968, v němž byla obnovena činnost skautské organizace, jíž se před válkou aktivně zúčastnila, navázala s lidmi ze skautu nové, pevné vztahy. Zvláště Ivana Reneltová a Jana Pfeifferová, které k ní přívedly další, mladé lidi, pro ni byly do konce života oporou. Zhoršující se zdravotní stav ji dovedl k rozhodnutí ukončit svůj život dobrovolně 7. srpna 1981.

## Dílo

### Vydané publikace
Tiskem knižně vyšlo:
- Heda Kaufmannová, Léta 1938–1945. Válečné vzpomínky. K vydání připravil Antonín Slavíček. Praha, ÚSD AV ČR 1999. (Rukopis datován 1969–1973. Původní samizdatové vydání in: Sborník historický, 1987, 1988.)
- Heda Kaufmannová, Haindorf. Listy z rodinné kroniky, Ústí nad Labem, Albis International 2002. (Vzpomínky na část dětství strávené v dnešních Hejnicích, městečku ležícím ve Frýdlantském výběžku na úpatí Jizerských hor, kde bydlel otcův bratr, lékař Julius Kaufmann.)
- Heda Kaufmannová, Slova hledám, Praha, Jitro 2003. (Výbor z básní z let 1922–1980.)
- Heda Kaufmannová, Listy z rodinné kroniky, Praha, Triáda 2011.

### Pozůstalost
Většina prozaického, básnického a překladatelského díla zůstává dosud nevydána. V pozůstalosti se nacházejí mj. konvoluty vlastních básní, překladů z francouzštiny, němčiny a angličtiny (Rainer Maria Rilke, Emily Dickinsonová, Robert Desnos, J. W. Goethe aj.), překladů do francouzštiny (Josef Čapek, František Hrubín, Jaroslav Seifert) a korespondence, a dále například soubory:
- Heda Kaufmannová, Vavřín spravedlivých. (Svědectví o odbojářích Ance Rothové, Viktoru Kaufmannovi, Hynkovi Pelcovi a Vojtěchu Čížkovi.)
- Heda Kaufmannová, Mládí, hory, skopčáci. (Rukopis datovaný 1972.)
- Heda Kaufmannová, Některá fakta a zážitky z českého protinacistického odboje 1938–1945 čili Co není v dějepise. (Nedatovaný rukopis.)
- Heda Kaufmannová, Traktát pro Jana. (Rukopis věnovaný Janu Masarykovi z prosince 1968.)